# Felix Groß
Felix Groß (Feuchtwangen, 4 settembre 1998) è un pistard e ciclista su strada tedesco che corre per il REMBE rad-net Pro Cycling Team. Pluri-campione europeo Under-23 su pista, è professionista dal 2022.

## Palmarès

### Pista
- 2016 (Juniores)

Campionati tedeschi, Inseguimento individuale Junior
- 2018

Campionati tedeschi, Inseguimento a squadre (con Jasper Frahm, Leif Lampater e Lucas Liss)
Campionati europei, Inseguimento individuale Under-23
- 2019

Campionati europei, Inseguimento individuale Under-23
Campionati tedeschi, Inseguimento individuale
Campionati tedeschi, Inseguimento a squadre (con Theo Reinhardt, Leon Rohde e Nils Schomber)
3ª prova Coppa del mondo 2019-2020, Inseguimento a squadre (Hong Kong, con Leon Rohde, Theo Reinhardt e Domenic Weinstein)
- 2020

Campionati europei, Inseguimento individuale Under-23
Campionati europei, Chilometro a cronometro Under-23
- 2021

1ª prova Coppa delle Nazioni, Inseguimento a squadre (Hong Kong, con Marco Mathis, Theo Reinhardt, Leon Rohde e Domenic Weinstein)
1ª prova Coppa delle Nazioni, Chilometro a cronometro (Hong Kong)
- 2024

Campionati tedeschi, Inseguimento individuale

### Strada
- 2016 (Juniores)

Campionati tedeschi, Prova in linea Junior
- 2020 (Rad-Net Rose Team, tre vittorie)

Puchar Ministra Obrony Narodowej
2ª tappa Dookoła Mazowsza (Służewiec, cronometro)
4ª tappa Dookoła Mazowsza (Kozienice > Kozienice)

#### Altri successi
- 2020 (Rad-Net Rose Team)

Classifica a punti Dookoła Mazowsza
Classifica giovani Dookoła Mazowsza

## Piazzamenti

### Classiche monumento
- Giro delle Fiandre

2022: ritirato
- Parigi-Roubaix

2022: ritirato

### Competizioni mondiali
- Campionati del mondo su pista

Apeldoorn 2018 - Inseguimento a squadre: 4º
Apeldoorn 2018 - Inseguimento individuale: 5º
Pruszków 2019 - Inseguimento a squadre: 5º
Pruszków 2019 - Inseguimento individuale: 11º
Berlino 2020 - Inseguimento a squadre: 7º
Berlino 2020 - Inseguimento individuale: 5º
Glasgow 2023 - Inseguimento a squadre: 7º
Glasgow 2023 - Inseguimento individuale: 8º
Ballerup 2024 - Inseguimento a squadre: 3º
- Campionati del mondo su strada

Doha 2016 - In linea Junior: 34º
- Giochi olimpici

Tokyo 2020 - Inseguimento a squadre: 6º

### Competizioni europee
- Campionati europei su pista

Berlino 2017 - Inseguimento a squadre: 4º
Montichiari 2018 - Inseguimento individuale Under-23: vincitore
Montichiari 2018 - Inseguimento a squadre Under-23: 7º
Gand 2019 - Inseguimento individuale Under-23: vincitore
Gand 2019 - Chilometro a cronometro Under-23: 4º
Gand 2019 - Inseguimento a squadre Under-23: 7º
Apeldoorn 2019 - Inseguimento a squadre: 5º
Apeldoorn 2019 - Inseguimento individuale: 3º
Fiorenzuola d'Arda 2020 - Inseguimento individuale Under-23: vincitore
Fiorenzuola d'Arda 2020 - Inseguimento a squadre Under-23: 3º
Fiorenzuola d'Arda 2020 - Chilometro a cronometro Under-23: vincitore
Grenchen 2021 - Inseguimento a squadre: 4º
Grenchen 2021 - Inseguimento individuale: 6º
Apeldoorn 2024 - Inseguimento a squadre: 4º
- Campionati europei su strada

Plumelec 2016 - Cronometro Junior: 9º
Plumelec 2016 - In linea Junior: 60º